# Isobutirraldossime O-metiltransferasi
La isobutirraldossime O-metiltransferasi è un enzima appartenente alla classe delle transferasi, che catalizza la seguente reazione:
S-adenosil-L-metionina + 2-metilpropanale ossime ⇄ S-adenosil-L-omocisteina + 2-metilpropanale O-metilossime
Gli ossimi dalle aldeidi C4 a quelle C6  possono agire come accettori; il substrato più attivo è il 2-metilbutiroaldossime.